# Championnats d'Amérique du Nord, d'Amérique centrale et des Caraïbes d'athlétisme 2022
Navigation
Édition précédente Édition suivante
La 4e édition des championnats d'Amérique du Nord, d'Amérique centrale et des Caraïbes d'athlétisme ou championnats NACAC, organisée par l'Association d'athlétisme d'Amérique du Nord, d'Amérique centrale et des Caraïbes (NACAC), se déroule du 19 au 21 août 2022 à Freeport, aux Bahamas.

## Résultats

### Hommes
| Épreuves                | Or                                                                               | Argent                                                                             | Bronze                                                                             |
| ----------------------- | -------------------------------------------------------------------------------- | ---------------------------------------------------------------------------------- | ---------------------------------------------------------------------------------- |
| 100 m (- 0,4 m/s)       | Ackeem Blake 9 s 98                                                              | Kyree King 10 s 08                                                                 | Brandon Carnes 10 s 12                                                             |
| 200 m (+ 0,6 m/s)       | Andrew Hudson 19 s 87                                                            | Kyree King 20 s 00                                                                 | Josephus Lyles 20 s 18                                                             |
| 400 m                   | Christopher Taylor 44 s 63                                                       | Nathon Allen 45 s 04                                                               | Bryce Deadmon 45 s 06                                                              |
| 800 m                   | Jonas Koech 1 min 45 s 87                                                        | Handal Roban 1 min 47 s 03                                                         | Brannon Kidder 1 min 47 s 63                                                       |
| 1 500 m                 | Eric Holt 3 min 37 s 62                                                          | Josh Thompson 3 min 37 s 88                                                        | Charles Philibert-Thiboutot 3 min 37 s 91                                          |
| 5 000 m                 | William Kincaid 14 min 48 s 58                                                   | Thomas Fafard 14 min 49 s 91                                                       | Kieran Lumb 14 min 50 s 06                                                         |
| 10 000 m                | Sean McGorty 29 min 23 s 77                                                      | Dillon Maggard 29 min 33 s 57                                                      | Andrew Alexander 29 min 33 s 73                                                    |
| 110 m haies (+ 0,3 m/s) | Freddie Crittenden 13 s 00                                                       | Jamal Britt 13 s 08                                                                | Orlando Bennett 13 s 18                                                            |
| 400 mètres haies        | Kyron McMaster 47 s 34                                                           | Khallifah Rosser 47 s 59                                                           | CJ Allen 48 s 23                                                                   |
| 3 000 m steeple         | Evan Jager 8 min 22 s 55                                                         | Duncan Hamilton 8 min 31 s 19                                                      | Jean-Simon Desgagnés 8 min 33 s 25                                                 |
| 20 000 m marche         | José Ortiz 1 h 26 min 21 s 08                                                    | Evan Dunfee 1 h 27 min 17 s 91                                                     | Érick Barrondo 1 h 28 min 32 s 19                                                  |
| 4 × 100 m               | États-Unis Lawrence Johnson Brandon Carnes Isiah Young Kyree King 38 s 29        | Trinité-et-Tobago Jerod Elcock Eric Harrison Jr. Asa Guevara Kyle Greaux 38 s 94   | Jamaïque Ackeem Blake Andrew Hudson Kadrian Goldson Jazeel Murphy 38 s 94          |
| 4 × 400 m               | États-Unis Quincy Hall Ismail Turner Khallifah Rosser Bryce Deadmon 3 min 1 s 79 | Jamaïque Demish Gaye Karayme Bartley Javon Francis Christopher Taylor 3 min 5 s 47 | Bahamas Kinard Rolle Alonzo Russell Shakeem Hall-Smith Wendell Miller 3 min 6 s 21 |
| Saut en hauteur         | Luis Enrique Zayas Django Lovett 2,25 m                                          |                                                                                    | Donald Thomas 2,25 m                                                               |
| Saut à la perche        | Eduardo Napoles 5,25 m                                                           | Luke Winder 5,05 m                                                                 | Seulement deux athlètes classés                                                    |
| Saut en longueur        | William Williams 7,89 m                                                          | Tajay Gayle 7,81 m                                                                 | Shawn-D Thompson 7,75 m                                                            |
| Triple saut             | Chris Benard 16,40 m                                                             | Jah-Nhai Perinchief 15,89 m                                                        | Taeco O'Garro 15,70 m                                                              |
| Lancer du poids         | Roger Steen 20,78 m                                                              | Adrian Piperi 20,76 m                                                              | O'Dayne Richards 20,05 m                                                           |
| Lancer du disque        | Traves Smikle 62,89 m                                                            | Fedrick Dacres 62,79 m                                                             | Mario Díaz 62,13 m                                                                 |
| Lancer du marteau       | Rudy Winkler 78,29 m                                                             | Daniel Haugh 76,38 m                                                               | Rowan Hamilton 74,36 m                                                             |
| Lancer du javelot       | Curtis Thompson 84,23 m                                                          | Keshorn Walcott 83,94 m                                                            | Ethan Dabbs 81,43 m                                                                |

### Femmes
| Épreuves                     | Or                                                                                           | Argent                                                                                   | Bronze                                                                       |
| ---------------------------- | -------------------------------------------------------------------------------------------- | ---------------------------------------------------------------------------------------- | ---------------------------------------------------------------------------- |
| 100 m (- 0,1 m/s)            | Shericka Jackson 10 s 83                                                                     | Celera Barnes 11 s 10                                                                    | Natasha Morrison 11 s 11                                                     |
| 200 m (+ 0,3 m/s)            | Brittany Brown 22 s 35                                                                       | Tynia Gaither 22 s 41                                                                    | A'Keyla Mitchell 22 s 53                                                     |
| 400 m                        | Shaunae Miller-Uibo 49 s 40                                                                  | Sada Williams 49 s 86                                                                    | Stephenie Ann McPherson 50 s 36                                              |
| 800 m                        | Ajeé Wilson 1 min 58 s 47                                                                    | Allie Wilson 1 min 58 s 48                                                               | Adelle Tracey 1 min 59 s 54                                                  |
| 1 500 m                      | Heather MacLean 4 min 4 s 53                                                                 | Adelle Tracey 4 min 8 s 42                                                               | Helen Schlachtenhaufen 4 min 10 s 43                                         |
| 5 000 m                      | Natosha Rogers 15 min 11 s 68                                                                | Fiona O'Keefe 15 min 15 s 13                                                             | Rebecca Bassett 16 min 15 s 95                                               |
| 10 000 m                     | Stephanie Bruce 33 min 12 s 42                                                               | Emily Lipari 33 min 54 s 61                                                              | Beverly Ramos 35 min 1 s 33                                                  |
| 100 mètres haies (- 0,8 m/s) | Alaysha Johnson 12 s 62                                                                      | Megan Tapper 12 s 68                                                                     | Devynne Charlton 12 s 71                                                     |
| 400 mètres haies             | Shiann Salmon 54 s 22                                                                        | Janieve Russell 54 s 87                                                                  | Cassandra Tate 55 s 62                                                       |
| 3 000 m steeple              | Gabrielle Jennings 9 min 34 s 36                                                             | Katie Rainsberger 9 min 40 s 74                                                          | Regan Yee 9 min 54 s 92                                                      |
| 20 000 m marche              | Mirna Ortiz 1 h 40 min 4 s 78                                                                | Robyn Stevens 1 h 40 min 47 s 16                                                         | Maria Michta-Coffey 1 h 42 min 14 s 32                                       |
| 4 × 100 m                    | États-Unis Javianne Oliver Teahna Daniels Morolake Akinosun Celera Barnes 42 s 35            | Bahamas Showalter Johnson Anthonique Strachan Devynne Charlton Tynia Gaither 43 s 34     | Jamaïque Natalliah Whyte Natasha Morrison Sada Williams Megan Tapper 43 s 39 |
| 4 × 400 m                    | États-Unis Kaylin Whitney Kyra Jefferson A'Keyla Mitchell Jaide Stepter Baynes 3 min 23 s 54 | Jamaïque Andrenette Knight Junelle Bromfield Shiann Salmon Janieve Russell 3 min 26 s 32 | Seulement deux équipes                                                       |
| Saut en hauteur              | Vashti Cunningham 1,92 m                                                                     | Rachel Glenn 1,84 m                                                                      | Ximena Esquivel 1,81 m                                                       |
| Saut à la perche             | Alina McDonald 4,50 m                                                                        | Emily Grove 4,40 m                                                                       | Rachel Hyink 4,20 m                                                          |
| Saut en longueur             | Quanesha Burks 6,75 m                                                                        | Christabel Nettey 6,46 m                                                                 | Chanice Porter 6,43 m                                                        |
| Triple saut                  | Thea LaFond 14,49 m                                                                          | Keturah Orji 14,32 m                                                                     | Davisleydi Velazco 14,08 m                                                   |
| Lancer du poids              | Sarah Mitton 20,15 m                                                                         | Jessica Woodard 18,82 m                                                                  | Jessica Ramsey 18,74 m                                                       |
| Lancer du disque             | Laulauga Tausaga 63,18 m                                                                     | Denia Caballero 61,86 m                                                                  | Rachel Dincoff 61,56 m                                                       |
| Lancer du marteau            | Janee Kassanavoid 71,51 m                                                                    | Brooke Andersen 68,66 m                                                                  | Jillian Weir 66,20 m                                                         |
| Lancer du javelot            | Kara Winger 64,68 m                                                                          | Ariana Ince 59,69 m                                                                      | Rhema Otabor 57,91 m                                                         |

### Mixte
| Épreuves        | Or                                                                                     | Argent                                                                                 | Bronze                                                                              |
| --------------- | -------------------------------------------------------------------------------------- | -------------------------------------------------------------------------------------- | ----------------------------------------------------------------------------------- |
| 4 × 400 m mixte | États-Unis Quincy Hall Jaide Stepter Baynes Ismail Turner Kaylin Whitney 3 min 12 s 05 | Jamaïque Demish Gaye Junelle Bromfield Karayme Bartley Andrenette Knight 3 min 14 s 08 | Cuba Reinier Pintado Roxana Gómez Lázaro T. Rodríguez Lisneidy Veitía 3 min 20 s 35 |